# Darkroom (seksclub)
Een darkroom (afgeleid van de Engelse woorden dark room) is een verduisterde kamer in een nachtclub, seksclub, bar, sekssauna of badhuis, waar bezoekers seksuele handelingen kunnen verrichten (uitsluitend daar, of naar keuze ook in delen van het pand waar men elkaar gewoon kan zien). 
De uitdrukking is afkomstig uit de Noord-Amerikaanse homoscene. Darkrooms kunnen volledig donker zijn of worden soms verlicht met UV-, rood- of blauw licht. Dit geschiedt op een dusdanige wijze dat de darkroom schemerig blijft. Er hangt meestal een wat plechtstatige stilte in een darkroom, praten is er eigenlijk niet toegestaan, communicatie vindt plaats op fluisterniveau of non-verbaal. 
Zeer veel homobars bezaten in de jaren zestig en zeventig darkrooms. Deze darkrooms waren meestal kleine ruimtes aan de achterkant van een café (om die reden destijds doorgaans back room genoemd), waar klanten zich konden terugtrekken om seks te hebben. Aanvankelijk had dit nog een maatschappelijke functie omdat men wilde voorkomen dat homomannen seksuele handelingen op straat of in openbare urinoirs verrichtten. Geleidelijk aan is dit overgegaan in een puur seksuele functie. Anonieme seks tijdens het uitgaan is een onderdeel geworden van de homocultuur. Toen in de jaren 80 echter de ziekte aids opkwam en de kennis over andere soa's toenam sloten veel homobars hun darkrooms.
Ook nachtclubs en seksclubs bezaten en bezitten darkrooms. Voor hen vormt het bezit ervan een extra attractie om klanten te lokken en de omzet te verhogen. Soms is de darkroom niet meer dan een kamertje, net groot genoeg voor 2 of 3 mensen om seksuele activiteiten te ontplooien. Bij andere gelegenheden omvat de darkroom een groot deel van de oppervlakte van de seksclub en bezit deze veel attributen, zoals labyrinten, "gloryholes" (gaten waardoor men elkaar kan bevredigen), tralies en privénissen. In Nederlandse darkrooms wordt veilige seks tegenwoordig meestal aanbevolen of verplicht gesteld, maar niettemin geschiedt dat steeds vaker zonder condoom, het zogeheten barebacking.
Soms stelt de gemeente als eis voor een vergunning voor een erotisch evenement dat de ruimtes waar seksuele handelingen worden verricht tijdens gebruik voldoende en doelmatig verlicht kunnen worden. Op aandringen van de Homoconsumentenbond werden in 2007 in Amsterdam de ongeveer 14 darkrooms gelegaliseerd door deze in de bestemmingsplannen op te nemen. Een gepland convenant tussen de gemeente, darkroomeigenaren, de GGD en de Schorerstichting voor een veilig gebruik van darkrooms is er echter niet gekomen.